# Крітенко Юрій Юрійович
Юрій Юрійович Крітенко (Критенко) (3 серпня 1974, Київ) — український режисер, актор, телеведучий, постановник масових видовищ, сценарист.

## Біографія
Народився в театральній родині. Мати Гайова Л. А. працювала хореографом та артисткою балету театру ім. Франка, батько — Юрій Григорович, Заслужений артист УРСР, один з виконавців ролі Леніна в українському театрі. Старший брат — Андрій Крітенко режисер, актор, драматург, мешкає в Німеччині, викладає в Університеті музики та виконавського мистецтва
в Штутгарті.
З дитинства Юрко займався в дитячій київській студії при ДК заводу «Більшовик» та театрі-студії «Сучасник» (художній керівник Михайло Юхимович Новосельський), а також, в «Студії Юних дикторів» на Українському радіо («Піонер України», «Піонерська Зірка», радіостанція «Юність»). Закінчив акторське (1992), а потім режисерське відділення (1996) Київського національного університету театру, кіно і телебачення імені І. К. Карпенка-Карого. Як режисер-постановник став лауреатом кількох міжнародних фестивалів. Працював телеведучим в програмах «Сніданок з 1+1», «Прогноз погоди». В ефірі телеканалу 1+1 використовував український національний варіант імені Юрко.

## Сценарист
- «12-тий гравець» (1998)